# Paralabella malgacha
Paralabella malgacha – gatunek skorka z rodziny kleszczankowatych i podrodziny Labiinae.
Gatunek ten opisany został w 1966 roku przez Alana Brindle’a jako Labia malgacha. Miejsce typowe leży na południe od Moramangi.
Skorek o ciele długości od 4,5 do 5 mm. Rudożółta głowa ma małe oczy i dobrze zaznaczone szwy koronowe. Czułki są brązowe z białymi trzema ostatnimi członami. Ich pierwszy człon jest rozszerzony i nieco krótszy niż ich rozstaw. Trzeci człon jest dłuższy niż kwadratowy człon drugi, ale krótszy niż człony czwarty i piąty. Człony w odsiebnych częściach czułków mają kształt gruszkowaty. Kwadratowe przedplecze o czarniawej, pomarszczonej w tylnej ⅓ powierzchni cechuje stosunkowo wypukły brzeg tylny. Krótkie, tak długie jak przedplecze, ścięte z tyłu pokrywy (tegimny) porastają białe włoski. Tylnej pary skrzydeł brak. Barwa odnóży jest żółta. Szeroki i silnie punktowany odwłok porasta rzadkie, żółte owłosienie. Poprzeczny tergit ostatni ma prostą krawędź tylną. Prawie okrągłe pygidium samca zdobi 7 drobnych guzków. U samicy pygidium jest małe i ku szczytowi zwężone. Przysadki odwłokowe (szczypce) są żółtawoczerwone. U samca mają 1,25 mm długości, trójkątną nasadę, walcowatą i zwężającą się część odsiebną oraz zakrzywione do wewnątrz szczyty ramion. U samicy mają 1 mm długości, są bardzo szerokie i stykają się nasadami.
Owad endemiczny dla Madagaskaru.